# Le Café du port
Pour plus de détails, voir Fiche technique et Distribution.
Le Café du port est un film français réalisé par Jean Choux, sorti en 1940.

## Fiche technique
- Titre : Le Café du port
- Réalisation : Jean Choux
- Assistant : Émile Roussel
- Scénario : Jean Choux et Albert Guyot
- Dialogues : Albert Guyot
- Décors : Robert-Jules Garnier
- Photographie : Marcel Lucien, Raymond Clunie, Pierre Lebon et Jean Lallier
- Son : Tony Leenhardt
- Montage : Jean Feyte
- Musique : Jean Lenoir
- Photographe de plateau : Léo Mirkine
- Production : Compagnie Française Cinématographique
- Pays d'origine :  France
- Format :  Noir et blanc - 1,37:1 - 35 mm - son mono
- Durée : 109 minutes
- Date de sortie : 
  - France - 8 mai 1940

## Distribution
- René Dary - René Mahy
- Line Viala - Aimée
- René Bergeron - Langlois
- Lise Florelly - Gertrude
- Raymond Aimos - La puce
- Christian-Gérard - Xavier Lehurque
- Jacques Berlioz - M. Lehurque
- Nina Sainclair
- Maurice Rémy - Mario
- Manuel Gary - Gonzales
- Frédéric Mariotti - Le client
- Nicolas Amato
- Laurence Atkins
- Robert Fabre
- Barbara Shaw